# Wahl
Pour les articles homonymes, voir Wahl (homonymie).
Wahl (en luxembourgeois : Wal ) est une localité luxembourgeoise et une ancienne commune de la commune de Groussbus-Wal située dans le canton de Redange.

## Géographie

### Anciennes communes limitrophes
|           | Esch-sur-Sûre |          |
| Rambrouch | Wahl          | Grosbous |
|           | Préizerdaul   |          |

## Histoire
Le 1er septembre 2023, la commune fusionne avec Grosbous, après les élections communales qui auront lieu le 11 juin 2023, pour former la commune de Groussbus-Wal,.

## Politique et administration

### Liste des bourgmestres
| Période                                  | Période          | Identité                | Étiquette | Qualité |
| ---------------------------------------- | ---------------- | ----------------------- | --------- | ------- |
| 2017                                     | 2018             | Marco Assa              |           |         |
| 10 octobre 2018                          | 1 septembre 2023 | Christiane Thommes-Bach |           |         |
| Les données manquantes sont à compléter. |                  |                         |           |         |

## Population et société

### Démographie
L'évolution du nombre d'habitants est connue à travers les recensements de la population effectués dans le pays depuis 1821. Les recensements décennaux de la population permettent de caler les chiffres sur la composition de la population par sexe, âge, nationalité et commune de résidence. Entre deux recensements, la population au 1er janvier de l’année {\displaystyle x} est évaluée en ajoutant à la population au 1er janvier de l’année {\displaystyle x-1} les soldes naturel (naissances {\displaystyle -} décès) et migratoire (arrivées {\displaystyle -} départs) de l'année. La même méthode est appliquée pour la répartition par âge au 1er janvier et les effectifs totaux par nationalité. 
Au 1er janvier 2023,  comptait 1 087 habitants.
| 1821 | 1851  | 1871  | 1880  | 1890  | 1900  | 1910 | 1922 | 1930 |
| ---- | ----- | ----- | ----- | ----- | ----- | ---- | ---- | ---- |
| 767  | 1 370 | 1 247 | 1 135 | 1 057 | 1 076 | 957  | 886  | 800  |

| 1935 | 1947 | 1960 | 1970 | 1978 | 1979 | 1981 | 1983 | 1984 |
| ---- | ---- | ---- | ---- | ---- | ---- | ---- | ---- | ---- |
| 801  | 690  | 668  | 549  | 578  | 560  | 550  | 560  | 560  |

| 1985 | 1986 | 1987 | 1988 | 1989 | 1990 | 1991 | 1992 | 1993 |
| ---- | ---- | ---- | ---- | ---- | ---- | ---- | ---- | ---- |
| 570  | 580  | 580  | 564  | 578  | 574  | 575  | 558  | 570  |

| 1994 | 1995 | 1996 | 1997 | 1998 | 1999 | 2000 | 2001 | 2002 |
| ---- | ---- | ---- | ---- | ---- | ---- | ---- | ---- | ---- |
| 592  | 613  | 609  | 630  | 629  | 652  | 644  | 700  | 707  |

| 2003 | 2004 | 2005 | 2006 | 2007 | 2008 | 2009 | 2010 | 2011 |
| ---- | ---- | ---- | ---- | ---- | ---- | ---- | ---- | ---- |
| 740  | 728  | 746  | 761  | 757  | 815  | 831  | 850  | 825  |

| 2012 | 2013 | 2014 | 2015 | 2016 | 2017 | 2018  | 2019  | 2020  |
| ---- | ---- | ---- | ---- | ---- | ---- | ----- | ----- | ----- |
| 830  | 870  | 921  | 960  | 951  | 961  | 1 005 | 1 020 | 1 034 |

| 2021  | 2023  | - | - | - | - | - | - | - |
| ----- | ----- | - | - | - | - | - | - | - |
| 1 036 | 1 087 | - | - | - | - | - | - | - |

Pour des raisons techniques, il est temporairement impossible d'afficher le graphique qui aurait dû être présenté ici.